# Plaza de toros de Aranda de Duero
La Plaza de toros Ribera del Duero es el coso taurino de la villa de Aranda de Duero, en Burgos (España). Se encuentra situada en la zona norte de la ciudad, justo en los mismos terrenos de la antigua plaza de toros llamada La Chata, demolida el 8 de julio de 2003,  dando paso al nuevo recinto actual.

## Historia de “La Chata”
Un coso, que se proyectó desde la idea de no solo construir una nueva Plaza de Toros, sino que se pretendió hacer un Centro Dotacional, que cumplimentara los servicios prestados a los vecinos de Aranda, de tal forma que se convirtiera en un bien de interés social. 
“La Chata” se construyó gracias a las aportaciones económicas de muchos arandinos, que antes de tener plaza de obra, cada año levantaban una plaza de madera, que contaba incluso con tejadillo, para desmontarla una vez terminada la feria taurina de septiembre, en honor a su Patrona Nuestra Señora la Virgen de las Viñas.
El 12 de septiembre de 1948 se inauguró “La Chata” con dos nombres propios de la historia de la tauromaquia como son: Ángel Luis Bienvenida y Pepín Martín Vázquez, que estuvieron acompañados por el rejoneador El Duque de Pinohermoso, que abrió el festejo rejoneando un toro de su propia ganadería. En lidia ordinaria los astados lucieron la divisa de Abdón Alonso.
La plaza, de 4280 localidades, contaba con un ruedo de cuarenta y dos metros y medio de diámetro, cuatro tendidos, tres corrales y una pequeña enfermería.
Durante sus más de cincuenta años de historia sumó recuerdos tanto taurinos como no taurinos. Desde los inicios del diestro local Jesús Martínez “Morenito de Aranda” y la tarde que un novillo saltó en treinta y una ocasión al callejón, hasta el Festival de la Canción del Duero – retransmitido en directo por televisión española- así como innumerables conciertos y espectáculos.

## La nueva plaza “Ribera del Duero”
La nueva plaza, denominada “Ribera del Duero”, se inauguró el 12 de septiembre de 2004. Se lidiaron toros de la ganadería de Jandilla para Jesulín de Ubrique, Salvador Vega y Roberto Martín “Jarocho”. Es una instalación moderna, funcional y cubierta, con un aforo de 5.300 localidades. La historia reciente del coso arandino guarda un dato para la historia que ocurrió el 14 de septiembre de 2014, por primera vez, un matador de toros burgalés, Morenito de Aranda, se anunciaba con seis toros en solitario. La efeméride y el resultado del festejo dejan la fecha para el recuerdo.